# Global RallyCross Championship 2011
Global RallyCross Championship 2011 – pierwszy sezon mistrzostw GRC. Kalendarz składał się z 3 rund rozgrywanych na terenie Stanów Zjednoczonych. Kierowcy rywalizowani w dwóch klasach, 4WD i 2WD.

## Format zawodów
Format zawodów przewidywał dwudniową rywalizację. Pierwszego dnia kierowcy walczyli w zawodach Super Rally. Zawody składały się z czwierćfinałów, półfinałów, finału, oraz wyścigu o trzecie miejsce. W każdym z wyścigów brało udział dwóch kierowców, zwycięzca przechodził dalej. Drugiego dnia rozgrywano tradycyjne zawody rallycrossowe.

## Lista Startowa
| Samochód                    | Nr  | Kierowca          | Rundy |
| --------------------------- | --- | ----------------- | ----- |
| Forda Fiesta 2011           | 34  | Tanner Foust      | 1-3   |
| Forda Fiesta 2011           | 3   | Marcus Grönholm   | 1, 3  |
| Forda Fiesta 2011           | 38  | Brian Deegan      | 3     |
| Forda Fiesta 2008           |     | Pontus Tidemand   | 1-2   |
| Hyundai Veloster 2012       | 67  | Rhys Millen       | 1-3   |
| Hyundai Veloster 2012       | 76  | Marcus Dodd       | 1-2   |
| Mitsubishi EVO IX 2006      | 198 | Arkadiusz Gruszka | 1-3   |
| Mitsubishi EVO IX 2006      |     | Andi Mancin       | 3     |
| Mitsubishi EVO IX 2006      | 116 | Joseph Burke      | 1-3   |
| Skoda Fabia 2008            | 4   | Michael Jernberg  | 1-3   |
| Subaru Impreza WRX STI 2001 | 28  | Liam Doran        | 3     |
| Subaru Impreza WRX STI 2001 | 75  | David Higgins     | 3     |
| Subaru STI 2004             |     | Nathan Conley     | 3     |
| Subaru STI 2006             | 12  | Stéphane Verdier  | 1     |
| Subaru Impreza WRX STI 2007 | 418 | Jimmy Keeney      | 1-3   |
| Subaru STI 2007             | 33  | Richard Burton    | 2-3   |
| Subaru STI 2007             | 59  | Patrick Moro      | 3     |
| Subaru STI 2009             | 12  | Stéphane Verdier  | 2-3   |
| Subaru 2011                 | 40  | Dave Mirra        | 2     |
|                             |     | Andréas Eriksson  | 2     |
|                             |     | Timothy Rooney    | 3     |
|                             |     | Robert Borowicz   | 3     |
|                             |     | Jared Carpenter   | 3     |

## Kalendarz
Kalendarz składał się z trzech rund, dwóch na wytyczonych trasach na torach owalnych w Irwindale i Pikes Peak, oraz jednej na terenie Old Mill Rally Park. Czołówka klasyfikacji generalnej oraz zwycięzca klasy 2WD mieli zagwarantowany udział w X Games w Los Angeles.
| Runda | Lokalizacja                      | Data           |
| ----- | -------------------------------- | -------------- |
| 1     | Irwindale Speedway               | 25–26 marca    |
| 2     | Old Mill Adventure Park          | 15–16 kwietnia |
| 3     | Pikes Peak International Raceway | 17–18 czerwiec |

## Zwycięzcy wyścigów

### AWD
| Runda | Lokalizacja                                    | Zwycięzca        | Samochód         |
| ----- | ---------------------------------------------- | ---------------- | ---------------- |
| 1     | Irwindale Speedway (Super Rally)               | Marcus Grönholm  | Ford Fiesta 2011 |
| 1     | Irwindale Speedway (Rally Cross)               | Marcus Grönholm  | Ford Fiesta 2011 |
| 2     | Old Mill Adventure Park (Super Rally)          | Andréas Eriksson | Ford Fiesta 2011 |
| 2     | Old Mill Adventure Park (Rally Cross)          | Tanner Foust     | Ford Fiesta 2011 |
| 3     | Pikes Peak International Raceway (Super Rally) | Tanner Foust     | Ford Fiesta 2011 |
| 3     | Pikes Peak International Raceway (Rally Cross) | Marcus Grönholm  | Ford Fiesta 2011 |

### 2WD
| Runda | Lokalizacja                                    | Zwycięzca       | Samochód               |
| ----- | ---------------------------------------------- | --------------- | ---------------------- |
| 1     | Irwindale Speedway (Super Rally)               | Dillon Van Way  | Ford Focus 2002        |
| 1     | Irwindale Speedway (Rally Cross)               | Matthew Johnson | Mazda RX-8 2004        |
| 2     | Old Mill Adventure Park (Super Rally)          | Mikael Eriksson | Porsche 911/996 (2002) |
| 2     | Old Mill Adventure Park (Rally Cross)          | Mikael Eriksson | Porsche 911/996 (2002) |
| 3     | Pikes Peak International Raceway (Super Rally) | Mikael Eriksson | Porsche 911/996 (2002) |
| 3     | Pikes Peak International Raceway (Rally Cross) | Mikael Eriksson | Porsche 911/996 (2002) |

## Klasyfikacja generalna

### AWD
| Poz. | Kierowca          | IRW 1 | IRW 2 | OMA 1 | OMA 2 | PIK 1 | PIK 2 | Pkt. |
| ---- | ----------------- | ----- | ----- | ----- | ----- | ----- | ----- | ---- |
| 1    | Tanner Foust      | 3     | 2     | 2     | 1     | 1     | 7     | 103  |
| 2    | Marcus Grönholm   | 1     | 1     |       |       | 2     | 1     | 79   |
| 3    | Michael Jernberg  | 2     | 9     | 4     | 2     | 5     | 8     | 77   |
| 4    | Stéphane Verdier  | 6     | 3     | 3     | 4     | 16    | 3     | 70   |
| 5    | Rhys Millen       | 5     | 4     | 7     | 5     | 9     | 4     | 68   |
| 6    | Joseph Burke      | 7     | 10    | 9     | 7     | 5     | 14    | 50   |
| 7    | Andréas Eriksson  |       |       | 1     | 3     |       |       | 37   |
| 8    | Arkadiusz Gruszka | 10    | 8     | 10    | 9     | 13    |       | 36   |
| 9    | Dave Mirra        | 11    | 6     | 5     | 6     |       |       | 34   |
| 10   | David Higgins     |       |       |       |       | 4     | 2     | 32   |
| 11   | Jimmy Keeney      | 9     | 8     | 8     | 8     | 15    | 15    | 31   |
| 12   | Marcus Dodd       | 8     | 7     | 6     |       |       |       | 30   |
| 13   | Brian Deegan      |       |       |       |       | 3     | 7     | 26   |
| 14   | Pontus Tidemand   | 4     | 5     | 12    | 11    |       |       | 25   |
| 15   | Richard Burton    |       |       | 11    | 10    | 14    | 16    | 18   |
| 16   | Patrick Moro      |       |       |       |       | 7     | 9     | 18   |
| 17   | Liam Doran        |       |       |       |       | 8     | 10    | 16   |
| 18   | Nathan Conley     |       |       |       |       | 13    | 6     | 16   |
| 19   | Timothy Rooney    |       |       |       |       | 10    | 11    | 13   |
| 20   | Robert Borowicz   |       |       |       |       | 11    |       | 6    |
| 21   | Andi Mancin       |       |       |       |       |       | 12    | 5    |
| 22   | Jared Carpenter   |       |       |       |       | 12    |       | 5    |
| Poz. | Kierowca          | IRW 1 | IRW 2 | OMA 1 | OMA 2 | PIK 1 | PIK 2 | Pkt. |